# Honkbal op de Olympische Zomerspelen 2004
Honkbal is een van de sporten die beoefend werden tijdens de Olympische Zomerspelen 2004 in Athene. De sport werd op de Olympische Spelen alleen door mannen beoefend. De acht deelnemende landen streden eerst een halve competitie tegen elkaar, waarbij ieder land eenmaal tegen elk ander land speelde. De beste vier landen kwalificeerden zich voor de halve finales.
Voor het honkbaltoernooi hadden zich acht landen gekwalificeerd, twee landen uit Noord- en Zuid-Amerika, twee landen uit Europa, twee landen uit Azië, één land uit Oceanië en het gastland Griekenland.
De wedstrijden werden gespeeld in het Olympic Baseball Center, dat te vinden is in het Helliniko Olympic Complex, iets ten zuiden van Athene. Er werd gespeeld op twee velden. Veld 1 had een toeschouwerscapaciteit van bijna 9000, veld 2 kon ongeveer 4000 toeschouwers aan.

## Heren

### Groepsfase

#### Uitslagen
| datum       | tijd  | land           | score  | land           |
| ----------- | ----- | -------------- | ------ | -------------- |
| 15 augustus | 10:30 | Cuba           | 4 - 1  | Australië      |
| 15 augustus | 11:30 | Italië         | 0 - 12 | Japan          |
| 15 augustus | 18:30 | Canada         | 7 - 0  | Chinees Taipei |
| 15 augustus | 19:30 | Griekenland    | 0 - 11 | Nederland      |
| 16 augustus | 10:30 | Australië      | 0 - 3  | Chinees Taipei |
| 16 augustus | 11:30 | Canada         | 9 - 3  | Italië         |
| 16 augustus | 18:30 | Japan          | 8 - 3  | Nederland      |
| 16 augustus | 19:30 | Cuba           | 5 - 4  | Griekenland    |
| 17 augustus | 10:30 | Nederland      | 0 - 7  | Canada         |
| 17 augustus | 11:30 | Chinees Taipei | 7 - 1  | Griekenland    |
| 17 augustus | 18:30 | Italië         | 0 - 6  | Australië      |
| 17 augustus | 19:30 | Cuba           | 3 - 6  | Japan          |
| 18 augustus | 10:30 | Nederland      | 10 - 4 | Italië         |
| 18 augustus | 11:30 | Japan          | 4 - 9  | Australië      |
| 18 augustus | 18:30 | Griekenland    | 0 - 2  | Canada         |
| 18 augustus | 19:30 | Chinees Taipei | 2 - 10 | Cuba           |
| 20 augustus | 10:30 | Chinees Taipei | 4 - 5  | Italië         |
| 20 augustus | 11:30 | Japan          | 9 - 1  | Canada         |
| 20 augustus | 18:30 | Australië      | 11 - 6 | Griekenland    |
| 20 augustus | 19:30 | Cuba           | 9 - 2  | Nederland      |
| 21 augustus | 10:30 | Japan          | 4 - 3  | Chinees Taipei |
| 21 augustus | 11:30 | Canada         | 2 - 5  | Cuba           |
| 21 augustus | 18:30 | Nederland      | 2 - 22 | Australië      |
| 21 augustus | 19:30 | Italië         | 7 - 12 | Griekenland    |
| 22 augustus | 10:30 | Nederland      | 1 - 5  | Chinees Taipei |
| 22 augustus | 11:30 | Griekenland    | 1 - 6  | Japan          |
| 22 augustus | 18:30 | Italië         | 0 - 5  | Cuba           |
| 22 augustus | 19:30 | Australië      | 0 - 11 | Canada         |

#### Eindstand
|   | land           | Gs: | W: | V: | RF: | RA: | Ptn: | Gb: |
| - | -------------- | --- | -- | -- | --- | --- | ---- | --- |
| 1 | Japan          | 7   | 6  | 1  | 49  | 20  | .857 | -   |
| 2 | Cuba           | 7   | 6  | 1  | 41  | 17  | .857 | -   |
| 3 | Canada         | 7   | 5  | 2  | 39  | 17  | .714 | 1   |
| 4 | Australië      | 7   | 4  | 3  | 49  | 30  | .571 | 2   |
| 5 | Chinees Taipei | 7   | 3  | 4  | 24  | 28  | .429 | 3   |
| 6 | Nederland      | 7   | 2  | 5  | 29  | 55  | .286 | 4   |
| 7 | Griekenland    | 7   | 1  | 6  | 24  | 49  | .143 | 5   |
| 8 | Italië         | 7   | 1  | 6  | 19  | 58  | .143 | 5   |

### Halve Finales
| datum       | tijd  | land  | score  | land      |
| ----------- | ----- | ----- | ------ | --------- |
| 24 augustus | 11:30 | Japan | 1 - 12 | Australië |
| 24 augustus | 19:30 | Cuba  | 8 - 5  | Canada    |

### Bronzen Finale
| datum       | tijd  | land   | score  | land  |
| ----------- | ----- | ------ | ------ | ----- |
| 25 augustus | 11:30 | Canada | 2 - 11 | Japan |

### Finale
| datum       | tijd  | land      | score | land |
| ----------- | ----- | --------- | ----- | ---- |
| 25 augustus | 20:00 | Australië | 2 - 6 | Cuba |

### Eindrangschikking
| rang   | land | sporter(s) |
| ------ | ---- | --- |
| Goud   | CUB  | Danny Betancourt, Luis Borroto, Frederich Cepeda, Yorelvis Charles, Michel Enríquez, Norberto González, Yulieski Gourriel, Pedro Luis Lazo, Roger Machado, Jonder Martínez, Danny Miranda, Frank Montieth, Vicyohandri Odelin, Adiel Palma, Eduardo Paret, Ariel Pestano, Alexei Ramírez, Eriel Sánchez, Antonio Scull, Carlos Tabares, Yoandri Urgelles, Osmani Urrutia, Manuel Vega, Norge Luis Vera   |
| Zilver | AUS  | Craig Anderson, Thomas Brice, Adrian Burnside, Gavin Fingleson, Paul Gonzalez, Nick Kimpton, Brendan Kingman, Craig Lewis, Graeme Lloyd, David Nilsson, Trent Oeltjen, Wayne Ough, Chris Oxspring, Brett Roneberg, Ryan Rowland Smith, John Stephens, Phil Stockman, Brett Tamburrino, Richard Thompson, Andrew Utting, Ben Wigmore, Glenn Williams, Jeff Williams, Rodney van Buizen                    |
| Brons  | JPN  | Ryoji Aikawa, Yuya Ando, Atsushi Fujimoto, Kosuke Fukudome, Hirotoshi Ishii, Hisashi Iwakuma, Hitoki Iwase, Kenji Jojima, Makoto Kaneko, Takuya Kimura, Masahide Kobayashi, Hiroki Kuroda, Daisuke Matsuzaka, Daisuke Miura, Shinya Miyamoto, Arihito Muramatsu, Norihiro Nakamuru, Michihiro Ogasawara, Naoyuki Shimizu, Yoshinobu Takahashi, Yoshitomo Tani, Koji Uehara, Kazuhiro Wada, Tsuyoshi Wada |
| 4      | CAN  | |
| 5      | TPE  | |
| 6      | NED  | |
| 7      | GRE  | |
| 8      | ITA  | |

Stockholm 1912* · 
Berlijn 1936* · 
Helsinki 1952* · 
Melbourne 1956* · 
Tokio 1964* · 
Los Angeles 1984* · 
Seoel 1988* · 
Barcelona 1992 · 
Atlanta 1996 · 
Sydney 2000 · 
Athene 2004 · 
Peking 2008 · 
Tokio 2020 · 
Los Angeles 2028 
Medaillewinnaars
* Demonstratiesport
Atletiek · Badminton · Basketbal · Boksen · Boogschieten · Gewichtheffen · Gymnastiek · Handbal · Hockey · Honkbal · Judo · Kanovaren · Moderne vijfkamp · Paardensport · Roeien · Schermen · Schietsport · Schoonspringen · Softbal · Synchroonzwemmen · Taekwondo · Tafeltennis · Tennis · Triatlon · Voetbal · Volleybal · Waterpolo · Wielersport · Worstelen · Zeilen · Zwemmen